# Brasil en la Copa Mundial de Fútbol de 1966
La Copa Mundial de Fútbol de 1966 fue la octava vez que la Selección de fútbol de Brasil participó en una Copa del Mundo. Fue y sigue siendo el único país que participó en todas las ediciones del torneo FIFA.
El equipo fue dirigido por segunda vez por Vicente Feola y los capitanes fueron Orlando Peçanha y Bellini. Brasil quedó eliminado en la primera fase y terminó en el puesto 11.

## Clasificatorios
Como defensores del título de la Copa Mundial de Fútbol de 1962, Brasil se clasificó automáticamente.

## Preparación
Brasil, bicampeón de la Copa Mundial de Fútbol de 1958 y de la Copa Mundial de Fútbol de 1962 fue dirigido por el técnico Vicente Feola, el mismo técnico del primer título mundial y que tenía 67 años. Brasil fue derrotado en casa en la Copa de las Naciones (1964). A principios de 1966 se produjo una pequeña crisis cuando Paulo Machado de Carvalho defendió públicamente la continuidad de Aymoré Moreira como entrenador de la selección nacional. Brasil era el favorito en las casas de apuestas inglesas.
Feola convocó a 47 jugadores para la preparación inicial. La gran cantidad de jugadores en la lista inicial fue tratada como un ejemplo del desorden de la preparación. Según Brito: "En ese momento, el cuerpo técnico era un desastre enorme, tanto que llamaron a 45 jugadores. Guerra. Todos los jugadores eran amigos, pero el comité quería que todos se convirtieron en enemigos. Ese equipo no llegó a más por falta de organización y honestidad". Para el periodista Sílvio Lancellotti: "una infinidad de deportistas, exactamente 47, innumerables de ellos sin posibilidades de llegar al Mundial". Sin embargo, en el segundo campeonato conquistado cuatro años antes, Aymoré Moreira había convocado a 41 atletas.
Al elaborar la lista de 47 nombres para la preparación del Mundial, un directivo de la entonces Confederação Brasileira de Desportos, consideró que había pocos jugadores del Corinthians y sugirió llamar al defensor Ditão. Al escribir los nombres, sin embargo, el secretario escribió el nombre de otro Ditão, el de Flamengo, que era hermano del defensor paulista. Para no caer en el ridículo, el Comité Técnico no resolvió el malentendido y se mantuvo la convocatoria de Ditão en la lista previa.
Los 45 jugadores pasaron un mes y medio entrenando en Río de Janeiro y Minas Gerais esperando el corte final.
Después de la lista final, Djalma Dias acusó públicamente al CDB de convocar al veterano Bellini, entonces de 36 años y ya en el declive de su carrera, por “saudosismo”.
Sólo dos jugadores no jugaron en São Paulo ni en Río de Janeiro: Tostão del Cruzeiro y Alcindo del Grêmio. La última vez que Brasil convocó a un jugador que no jugaba en São Paulo ni en Río de Janeiro fue en la campaña de 1950. Fue una queja de otros estados en campañas anteriores. El fútbol brasileño fue cambiando con la consolidación de la Taça Brasil y los jugadores de otros centros tuvieron más exposición.
El delantero centro Alcindo se lesionó el pie ante el Bangu cuando falta un mes y medio para el Mundial. Según el Jornal dos Sports: "Alcindo se lesionó cuando se encontraba demasiado bien". Al día siguiente, Alcindo tuvo el tobillo enyesado durante dos semanas hasta finales de mayo. Pero se confirmó en la lista de 22 y comenzó la competición como titular debido a la buena impresión que dejó en los entrenamientos.
En la lista final de 22 nombres había 7 campeones del mundo en 1958 o 1962. Sólo un volante organizador Gérson, que se lesionó a mitad del torneo.

## La Campaña
Brasil debutó venciendo a Bulgaria por dos a cero. Con goles a balón parado de Pelé y Garrincha. Fue el último partido en el que Pelé y Garrincha jugaron juntos con Brasil. En total, Pelé y Garrincha jugaron 40 partidos entre 1958 y 1966 y nunca perdieron. Bulgaria fue entrenada por Rudolf Vytlačil, entrenador de Checoslovaquia en la Final da Copa do Mundo FIFA de 1962.
En el segundo partido, perdieron por 3-1 ante la Hungría. El partido marcó el fin del récord de Brasil de la racha de imbatibilidad más larga en un Mundial, una racha que persiste hasta hoy. La última derrota de Brasil había sido contra Hungría en la Batalla de Berna en 1954. Pelé, lesionado, no jugó el partido.
En su último partido, perdió 3-1 ante la Portugal. Feola se mostró inseguro e hizo nueve cambios para este partido decisivo, incluido el cambio de portero y la colocación de Garrincha en el banquillo. Feola afirmó que el equipo estaba "desmantelado por varias lesiones, especialmente la de Gérson, en quien tenía gran confianza". El partido estuvo marcado por jugadas violentas contra Pelé, que acabó lesionado, debido a las entradas del portugués João Morais, que no fue advertido por el árbitro inglés, George McCabe. Era la segunda vez que un equipo que defendía el título quedaba eliminado en la primera fase, la primera fue Italia en el Mundial de 1950. Fue la única derrota de Pelé en 14 partidos del Mundial.

## Jugadores
| #     | Nac | Nombre           | Posición      | Edad          | Club          |
| ----- | --- | ---------------- | ------------- | ------------- | ------------- |
| 1     |     | Gilmar           | Portero       | 35            | Santos        |
| 2     |     | Djalma Santos    | Defensa       | 37            | Palmeiras     |
| 3     |     | Fidélis          | Defensa       | 22            | Bangú         |
| 4     |     | Bellini          | Defensa       | 36            | São Paulo     |
| 5     |     | Brito            | Defensa       | 26            | Vasco da Gama |
| 6     |     | Altair           | Defensa       | 28            | Fluminense    |
| 7     |     | Orlando          | Defensa       | 30            | Santos        |
| 8     |     | Paulo Henrique   | Defensa       | 23            | Flamengo      |
| 9     |     | Rildo            | Defensa       | 24            | Botafogo      |
| 10    |     | Pelé             | Delantero     | 25            | Santos        |
| 11    |     | Gérson           | Mediocampista | 25            | Botafogo      |
| 12    |     | Manga            | Portero       | 29            | Botafogo      |
| 13    |     | Denílson         | Mediocampista | 23            | Fluminense    |
| 14    |     | Lima             | Mediocampista | 24            | Santos        |
| 15    |     | Zito             | Mediocampista | 29            | Santos        |
| 16    |     | Garrincha        | Delantero     | 32            | Corinthians   |
| 17    |     | Jairzinho        | Mediocampista | 21            | Botafogo      |
| 18    |     | Alcindo          | Delantero     | 20            | Gremio        |
| 19    |     | Machado da Silva | Delantero     | 26            | Flamengo      |
| 20    |     | Tostão           | Mediocampista | 19            | Cruzeiro      |
| 21    |     | Paraná           | Delantero     | 24            | São Paulo     |
| 22    |     | Edú              | Delantero     | 16            | Santos        |
| D. T. |     | Vicente Feola    | Vicente Feola | Vicente Feola | Vicente Feola |

## Participación

### Grupo 3
| Equipo   | Pts | PJ | PG | PE | PP | GF | GC | Dif |
| -------- | --- | -- | -- | -- | -- | -- | -- | --- |
| Portugal | 6   | 3  | 3  | 0  | 0  | 9  | 2  | 7   |
| Hungría  | 4   | 3  | 2  | 0  | 1  | 7  | 5  | 2   |
| Brasil   | 2   | 3  | 1  | 0  | 2  | 4  | 6  | -2  |
| Bulgaria | 0   | 3  | 0  | 0  | 3  | 1  | 8  | -7  |

#### Contra Bulgaria
| 12 de julio de 1966, 19:30 | Brasil                   | 2:0 (0:0) | Bulgaria | Goodison Park, Liverpool                                                        |                                                                                 |
|                            | Pelé 15' · Garrincha 63' | Reporte   |          | Asistencia: 47.308 espectadores Árbitro(s): Kurt Tschenscher (Alemania Federal) | Asistencia: 47.308 espectadores Árbitro(s): Kurt Tschenscher (Alemania Federal) |

| 1  | PO | Gilmar         |
| 2  | DF | Djalma Santos  |
| 4  | DF | Bellini        |
| 6  | DF | Altair         |
| 8  | DF | Paulo Henrique |
| 13 | MC | Denilson       |
| 14 | MC | Lima           |
| 10 | DE | Pelé           |
| 16 | DE | Garrincha      |
| 17 | DE | Jairzinho      |
| 18 | DE | Alcindo        |
| DT | DT | Vicente Feola  |

| 1  | PO | Georgi Naydenov       |
| 2  | DF | Aleksandar Shalamanov |
| 3  | DF | Ivan Vutsov           |
| 4  | DF | Boris Gaganelov       |
| 5  | DF | Dimitar Penev         |
| 7  | MC | Dinko Dermendzhiev    |
| 8  | MC | Stoyan Kitov          |
| 6  | DE | Dobromir Zhechev      |
| 9  | DE | Georgi Asparuhov      |
| 11 | DE | Ivan Kolev            |
| 13 | DE | Dimitar Yakimov       |
| DT | DT | Rudolf Vytlačil       |

| Anotado | 15' | Pelé      |
| Anotado | 63' | Garrincha |

| Árbitro             | Kurt Tschenscher |
| Árbitros asistentes | George McCabe    |
| Árbitros asistentes | Jack Taylor      |

| 1  | PO | Gilmar         |
| 2  | DF | Djalma Santos  |
| 4  | DF | Bellini        |
| 6  | DF | Altair         |
| 8  | DF | Paulo Henrique |
| 13 | MC | Denilson       |
| 14 | MC | Lima           |
| 10 | DE | Pelé           |
| 16 | DE | Garrincha      |
| 17 | DE | Jairzinho      |
| 18 | DE | Alcindo        |
| DT | DT | Vicente Feola  |

| 1  | PO | Georgi Naydenov       |
| 2  | DF | Aleksandar Shalamanov |
| 3  | DF | Ivan Vutsov           |
| 4  | DF | Boris Gaganelov       |
| 5  | DF | Dimitar Penev         |
| 7  | MC | Dinko Dermendzhiev    |
| 8  | MC | Stoyan Kitov          |
| 6  | DE | Dobromir Zhechev      |
| 9  | DE | Georgi Asparuhov      |
| 11 | DE | Ivan Kolev            |
| 13 | DE | Dimitar Yakimov       |
| DT | DT | Rudolf Vytlačil       |

| Anotado | 15' | Pelé      |
| Anotado | 63' | Garrincha |

| Árbitro             | Kurt Tschenscher |
| Árbitros asistentes | George McCabe    |
| Árbitros asistentes | Jack Taylor      |

#### Contra Hungría
| 15 de julio de 1966, 19:30 | Hungría                                   | 3:1 (1:1) | Brasil     | Goodison Park, Liverpool                                             |                                                                      |
|                            | Bene 2' · Farkas 64' · Mészöly 73' (pen.) | Reporte   | Tostão 14' | Asistencia: 51.387 espectadores Árbitro(s): Ken Dagnall (Inglaterra) | Asistencia: 51.387 espectadores Árbitro(s): Ken Dagnall (Inglaterra) |

| 21 | PO | József Gelei    |
| 2  | DF | Benő Káposzta   |
| 3  | DF | Sándor Mátrai   |
| 5  | DF | Kálmán Mészöly  |
| 17 | DF | Gusztáv Szepesi |
| 6  | MC | Ferenc Sipos    |
| 13 | MC | Imre Mathesz    |
| 7  | DE | Ferenc Bene     |
| 9  | DE | Flórián Albert  |
| 10 | DE | János Farkas    |
| 11 | DE | Gyula Rákosi    |
| DT | DT | Lajos Baróti    |

| 1  | PO | Gilmar         |
| 2  | DF | Djalma Santos  |
| 4  | DF | Bellini        |
| 6  | DF | Altair         |
| 8  | DF | Paulo Henrique |
| 11 | MC | Gérson         |
| 14 | MC | Lima           |
| 20 | MC | Tostão         |
| 16 | DE | Garrincha      |
| 17 | DE | Jairzinho      |
| 18 | DE | Alcindo        |
| DT | DT | Vicente Feola  |

| Anotado         | 2'  | Ferenc Bene    |
| Anotado         | 64' | János Farkas   |
| Anotado · Penal | 73' | Kálmán Mészöly |

| Anotado | 14' | Tostão |

| Árbitro             | Ken Dagnall     |
| Árbitros asistentes | Kevin Howley    |
| Árbitros asistentes | Arturo Yamasaki |

| 21 | PO | József Gelei    |
| 2  | DF | Benő Káposzta   |
| 3  | DF | Sándor Mátrai   |
| 5  | DF | Kálmán Mészöly  |
| 17 | DF | Gusztáv Szepesi |
| 6  | MC | Ferenc Sipos    |
| 13 | MC | Imre Mathesz    |
| 7  | DE | Ferenc Bene     |
| 9  | DE | Flórián Albert  |
| 10 | DE | János Farkas    |
| 11 | DE | Gyula Rákosi    |
| DT | DT | Lajos Baróti    |

| 1  | PO | Gilmar         |
| 2  | DF | Djalma Santos  |
| 4  | DF | Bellini        |
| 6  | DF | Altair         |
| 8  | DF | Paulo Henrique |
| 11 | MC | Gérson         |
| 14 | MC | Lima           |
| 20 | MC | Tostão         |
| 16 | DE | Garrincha      |
| 17 | DE | Jairzinho      |
| 18 | DE | Alcindo        |
| DT | DT | Vicente Feola  |

| Anotado         | 2'  | Ferenc Bene    |
| Anotado         | 64' | János Farkas   |
| Anotado · Penal | 73' | Kálmán Mészöly |

| Anotado | 14' | Tostão |

| Árbitro             | Ken Dagnall     |
| Árbitros asistentes | Kevin Howley    |
| Árbitros asistentes | Arturo Yamasaki |

#### Contra Portugal
| 19 de julio de 1966, 19:30 | Portugal                      | 3:1 (2:0) | Brasil    | Goodison Park, Liverpool                                               |                                                                        |
|                            | Simões 15' · Eusébio 27', 85' | Reporte   | Rildo 73' | Asistencia: 58.479 espectadores Árbitro(s): George McCabe (Inglaterra) | Asistencia: 58.479 espectadores Árbitro(s): George McCabe (Inglaterra) |

| 3  | PO | José Pereira       |
| 4  | DF | Vicente            |
| 9  | DF | Hilário            |
| 17 | DF | João Morais        |
| 20 | DF | Alexandre Baptista |
| 10 | MC | Mário Coluna       |
| 16 | MC | Jaime Graça        |
| 11 | DE | António Simões     |
| 12 | DE | José Augusto       |
| 13 | DE | Eusébio            |
| 18 | DE | José Torres        |
| DT | DT | Otto Glória        |

| 12 | PO | Manga         |
| 3  | DF | Fidélis       |
| 5  | DF | Brito         |
| 7  | DF | Orlando       |
| 9  | DF | Rildo         |
| 13 | MC | Denílson      |
| 14 | MC | Lima          |
| 10 | DE | Pelé          |
| 17 | DE | Jairzinho     |
| 19 | DE | Silva Batuta  |
| 21 | DE | Paraná        |
| DT | DT | Vicente Feola |

| Anotado | 15' | António Simões |
| Anotado | 27' | Eusébio        |
| Anotado | 85' | Eusébio        |

| Anotado | 73' | Rildo |

| Árbitro             | George McCabe   |
| Árbitros asistentes | Leo Callaghan   |
| Árbitros asistentes | Kenneth Dagnall |

| 3  | PO | José Pereira       |
| 4  | DF | Vicente            |
| 9  | DF | Hilário            |
| 17 | DF | João Morais        |
| 20 | DF | Alexandre Baptista |
| 10 | MC | Mário Coluna       |
| 16 | MC | Jaime Graça        |
| 11 | DE | António Simões     |
| 12 | DE | José Augusto       |
| 13 | DE | Eusébio            |
| 18 | DE | José Torres        |
| DT | DT | Otto Glória        |

| 12 | PO | Manga         |
| 3  | DF | Fidélis       |
| 5  | DF | Brito         |
| 7  | DF | Orlando       |
| 9  | DF | Rildo         |
| 13 | MC | Denílson      |
| 14 | MC | Lima          |
| 10 | DE | Pelé          |
| 17 | DE | Jairzinho     |
| 19 | DE | Silva Batuta  |
| 21 | DE | Paraná        |
| DT | DT | Vicente Feola |

| Anotado | 15' | António Simões |
| Anotado | 27' | Eusébio        |
| Anotado | 85' | Eusébio        |

| Anotado | 73' | Rildo |

| Árbitro             | George McCabe   |
| Árbitros asistentes | Leo Callaghan   |
| Árbitros asistentes | Kenneth Dagnall |

## Goleadores[12]
1 gol
- Garrincha
- Tostão
- Pelé
- Rildo

## Asistencia[12]
1 asistencia
- Jairzinho